# Mel Lopez
Mel Lopez (* 1. September 1935  in Manila als Gemiliano Campos López junior; † 1. Januar 2017 in Quezon City) war ein philippinischer Politiker der Liberal Party und Sportfunktionär.

## Leben
Lopez studierte in Mandaluyong City an der José Rizal University. Er war von 1986 bis 1987 sowie von 1988 bis 1992 Bürgermeister von Manila. Von 1984 bis 1986 war er Abgeordneter im Repräsentantenhaus der Philippinen. Von 1993 bis 1996 gehörte er der Philippine Sports Commission an.
Lopez starb an Neujahr 2017 mit 81 Jahren an einem Herzanfall.